# Prvački trofej 1978. (hokej na travi)
1. Prvački trofej se održao 1978. godine.

## Mjesto i vrijeme održavanja
Održao se od 17. do 24. studenog 1978.
Utakmice su se igrale na Gaddafijevom stadionu u Lahoreu u Pakistanu.

## Sudionici
Sudjelovali su domaćin Pakistan, Australija, Novi Zeland, Uj. Kraljevstvo i Španjolska.
Od prvotno planiranih 6 reprezentacija, turnir je odigralo njih 5. Sudjelovanje je otkazala  Indija zbog logističkih razloga. Nizozemska i SR Njemačka su zbog prepunog natjecateljskog kalendara (u istoj godini je bilo i europsko i svjetsko prvenstvo u hokeju na travi). Španjolska je doputovala s drugom postavom, jer je prva postava sudjelovala na jednom vojnom turniru.

## Natjecateljski sustav
Ovaj turnir se igralo po jednostrukom ligaškom sustavu. Za pobjedu se dobivalo 2 boda, za neriješeno 1 bod, a za poraz nijedan bod. 
Susrete se po prvi i posljednji put igralo na prirodnoj travi.

## Rezultati
```
* 
 Pakistan - 
 Novi Zeland 6 : 2
* 
 Španjolska - 
 Australija 2 : 4 
```

```
* 
 Uj. Kraljevstvo - 
 Novi Zeland 3 : 1
* 
 Pakistan - 
 Španjolska 3 : 1
```

```
* 
 Australija - 
 Uj. Kraljevstvo 1 : 1
* 
 Novi Zeland - 
 Španjolska 4 : 0
```

```
* 
 Pakistan - 
 Uj. Kraljevstvo 4 : 1
* 
 Australija - 
 Novi Zeland 3 : 2
```

```
* 
 Uj. Kraljevstvo - 
 Španjolska 4 : 4
* 
 Pakistan - 
 Australija 2 : 1
```

```
Završni poredak:

 1. 
 Pakistan 4 4 0 0     (15 :  5)       
8

 2. 
 Australija 4 2 1 1     ( 9 :  7)       
5

 3. 
 Uj. Kraljevstvo 4 1 2 1     ( 9 : 10)       
4

 4. 
 Novi Zeland 4 1 0 3     ( 9 : 12)       
2

 5. 
 Španjolska 4 0 1 3     ( 7 : 15)       
1
```

| Pobjednici           |
| -------------------- |
| Pakistan Prvi naslov |

## Najbolji sudionici
| Najbolji strijelac      |
| ----------------------- |
| Hanif Khan (5 pogodaka) |